# Сан Хуан (острво)
Сан Хуан (енгл. San Juan Island) је острво САД које припада савезној држави Вашингтон. Површина острва износи 143 km². Према попису из 2000. на острву је живело 6.822 становника.